# Witte Kerk (Hemrik)
De Witte Kerk is een kerkgebouw in Hemrik in de Nederlandse provincie Friesland.

## Beschrijving
De gepleisterde driezijdig gesloten zaalkerk met rondboogvensters is in 1739 gebouwd op de fundamenten van een middeleeuwse kerk die gewijd was aan Sint-Andreas. Boven de ingang een gevelsteen met het opschrift Huis Gods en de naam Lyclama. Naast de ingang een gevelsteen ter nagedachtenis aan de piloot Arnaud de Saxcé (1919-1945). De windwijzer heeft de vorm van een paard.
In de kerk een preekstoelkuip uit de 17e eeuw. Het orgel uit 1940 is gemaakt door Bakker & Timmenga met gebruik van onderdelen uit 1839 van J.C. Scheuer. De kerk is in 2001 gerestaureerd. Het kerkgebouw is een rijksmonument en is eigendom van Stichting Beheer Witte Kerk.
Op het kerkhof bevindt zich een grafkelder (1860) van de familie Van der Sluis en een klokkenstoel met schilddak (rijksmonument), oorspronkelijk uit 1739, met een door Geert van Wou gegoten klok (1495).

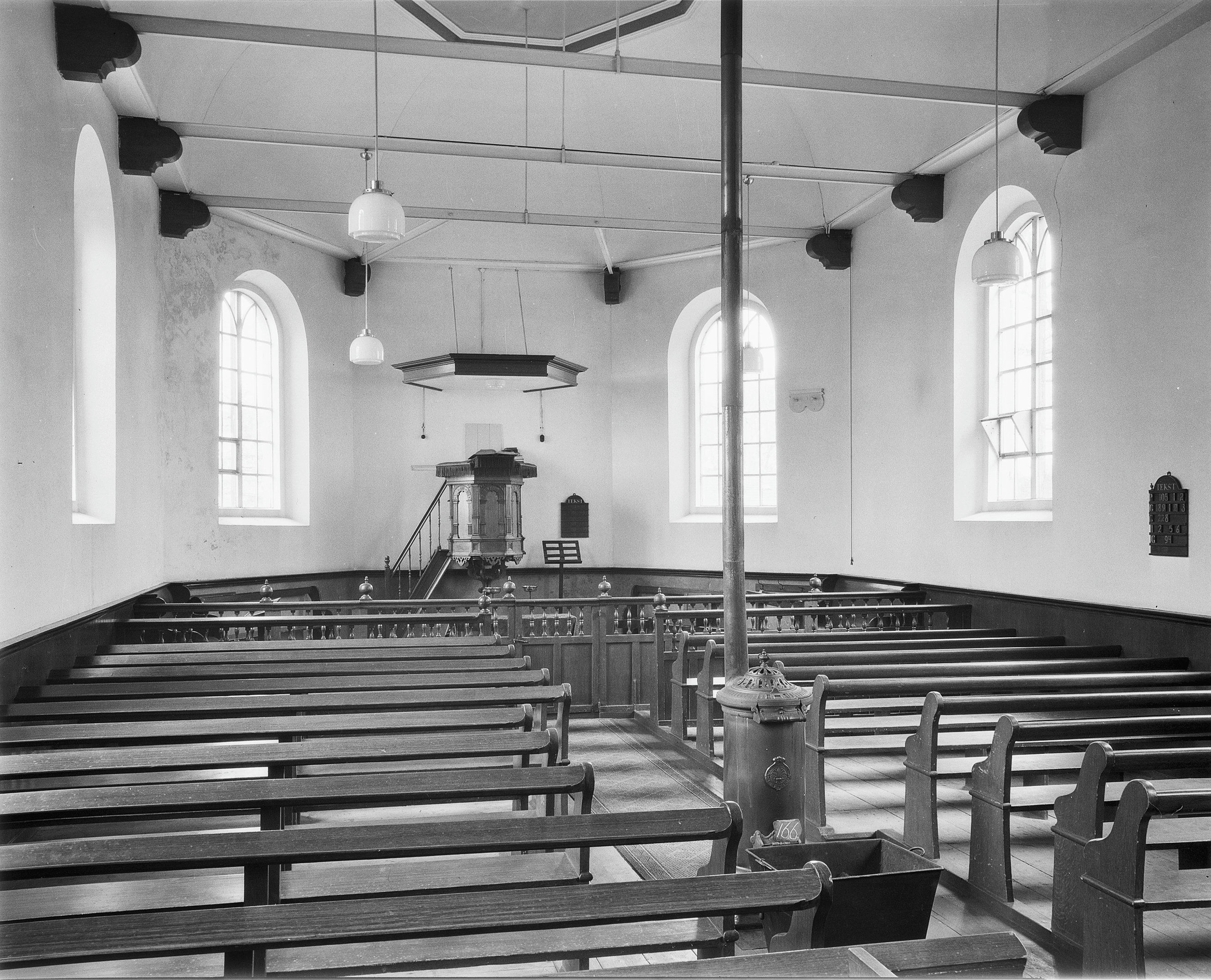
Interieur met preekstoel (1959)
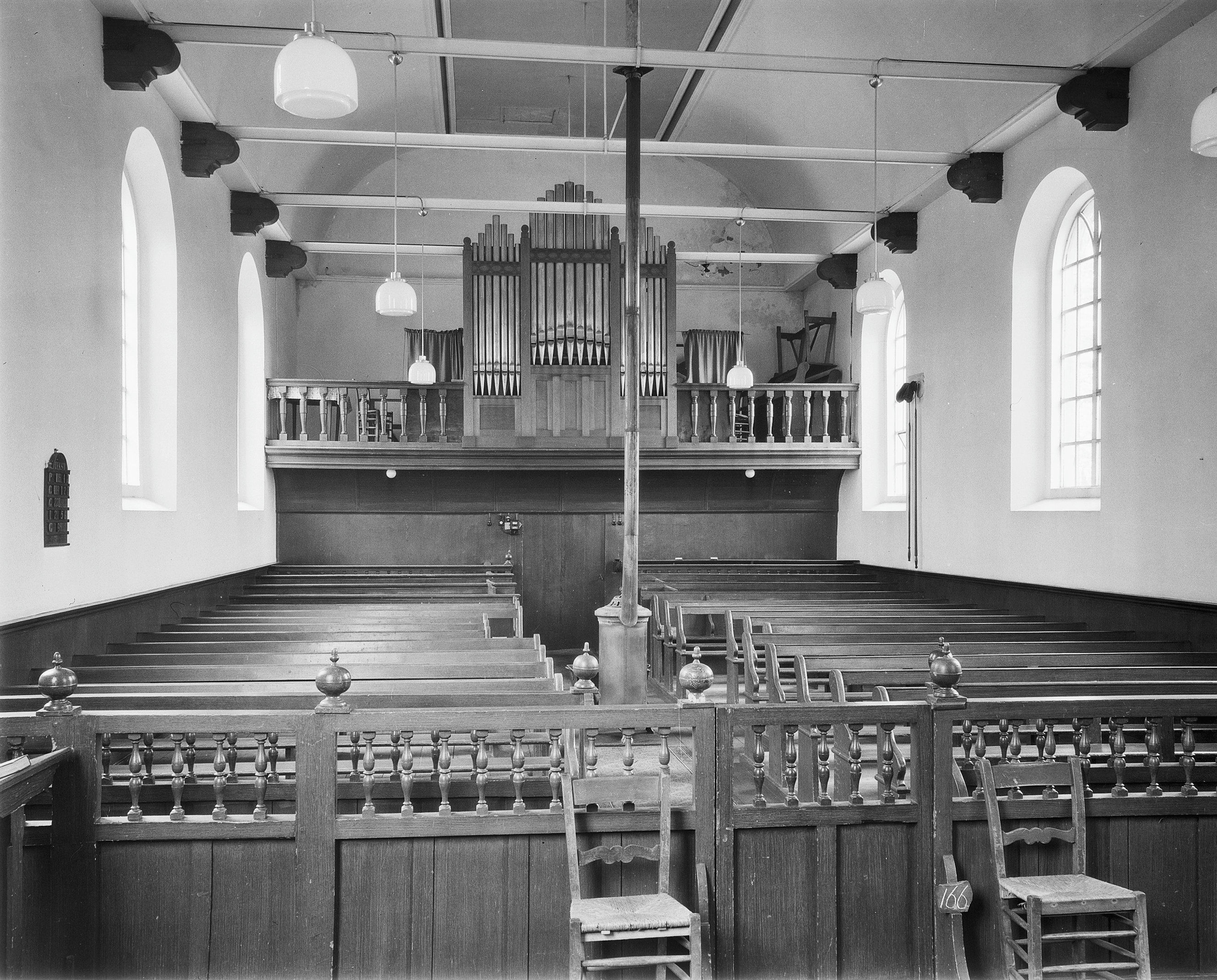
Interieur met orgel
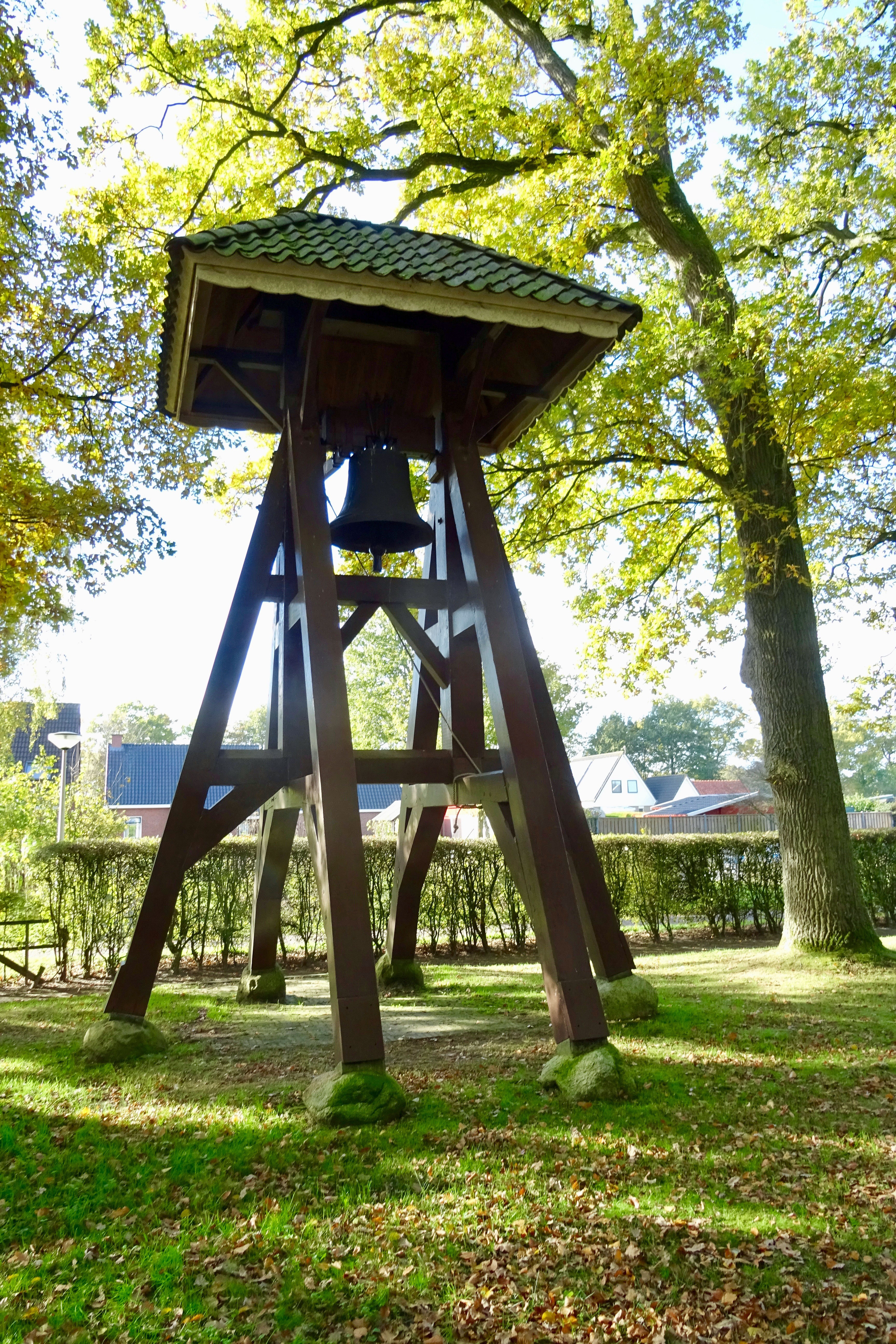
Klokkenstoel
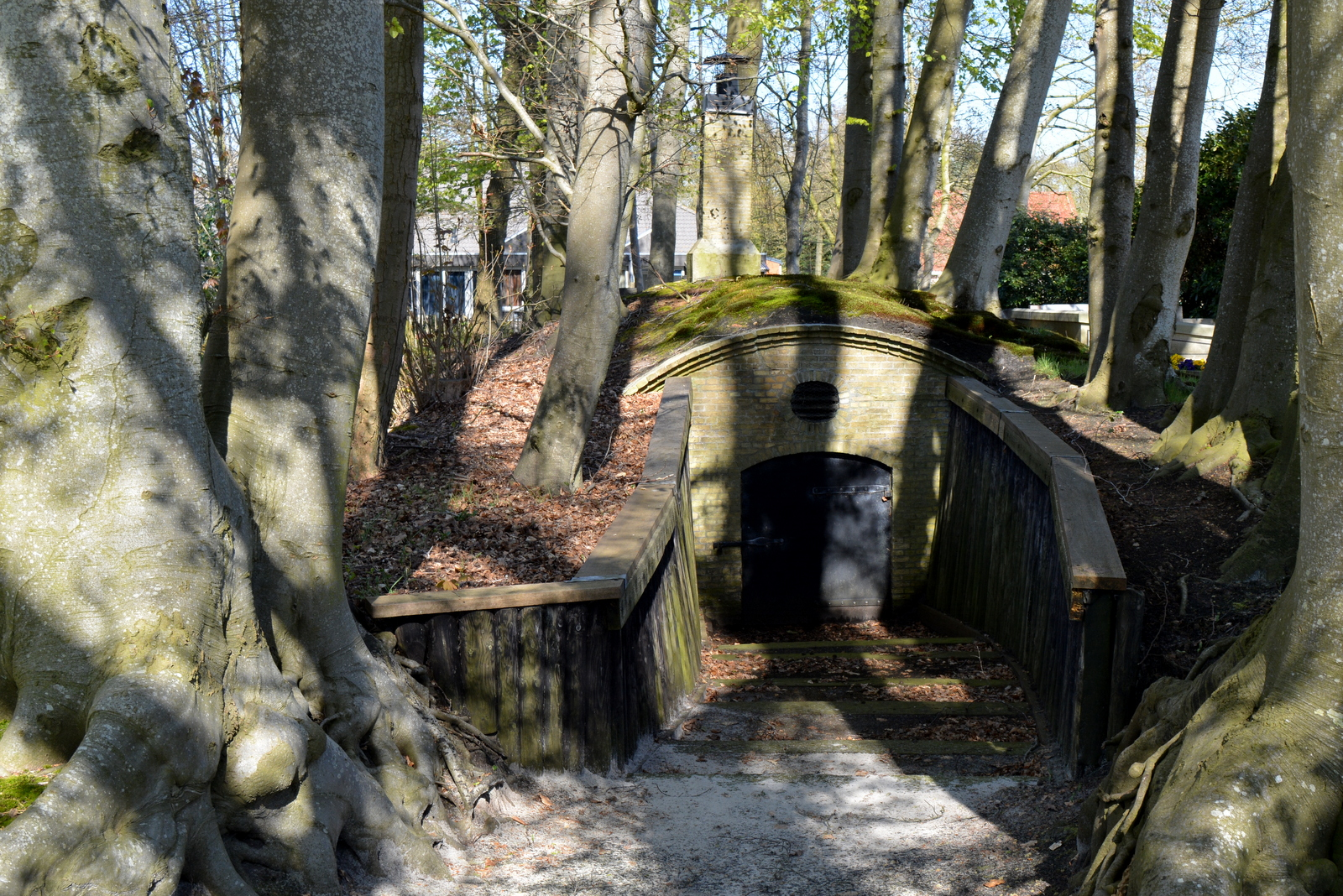
Grafkelder (2016)